# Sasha Sloan
Sasha Sloan (* 11. března 1995 Boston, Massachusetts) je americká zpěvačka a skladatelka ruského původu z Bostonu.
Jako textařka se podílela na písních např. pro Katy Perry, Anne-Marie, Johna Legenda, Camilu Cabello, Charli XCX nebo Almu.

## Hudební kariéra

### 2015–2017: Začátky
V roce 2015 byla vydána píseň Sashy „Phoenix“ s djem Kaskade. Dále začala psát písně pro další umělce. V roce 2017 vyšla její píseň „This Town“ s Kygem.

### 2018: EP Sad Girl a Loser
Její debutové EP „Sad Girl“ bylo vydáno 18. dubna 2018.
Její druhé EP „Loser“ bylo vydáno 29. listopadu 2018. Ve stejný den oznámila své první sólové turné na podporu alba. Její singl z EP „Older“ se stal úspěšným.

### 2019–dosud: EP Self-Portrait a debutové albumOnly Child
Vydala svoje třetí EP „Self-Portrait“ 18. října 2019.
3. dubna 2020 vydala singl „I'll Wait“ s Kygem.
3. srpna oznámila, že její debutové album Only Child bude vydáno na podzim roku 2020 a také oznámila jeho hlavní singl „Lie“, který vyšel 7. srpna. 25. srpna vydala další singl z alba „House With No Mirrors“. Její debutové album Only Child vyjde 16. října 2020.